# Jan V. Bretaňský
Jan V. Bretaňský (bretonsky Yann V ar Fur, francouzsky Jean V le Sage (Moudrý), 24. prosinec 1389, Vannes – 29. srpen 1442, Nantes) byl od roku 1399 bretaňským vévodou, hrabětem z Montfortu a titulárním hrabětem z Richmondu. Byl synem Jana IV. Bretaňského a Jany Navarrské.

## Život
Jan V. se stal bretaňským vévodou po smrti svého otce, Jana IV., v roce 1399. Jeho matka, Jana Navarrská, vládla jako regentka po dobu jeho nezletilosti.
Na rozdíl od svého otce, Jan zdědil vévodství v klidu a míru. Nicméně, otcovi nepřátelé, rod Penthiévre, pokračovali v pletichách proti němu. Kromě toho Jan měl zajistit mír vévodství během nestabilního období vrcholící invaze Jindřicha V. do Francie.

## Časná kariéra
V deseti letech se stal bretaňským vévodou a začal své panování pod vedením burgundského vévody Filipa Smělého, který drancoval blízké Jersey a Guernsey. Uzavřel mír s králem Francie, Karlem VI., jehož dcera, Johana Francouzská, se stala Janovou manželkou. Také se smířil s vlivným velmožem Olivierem de Clisson, dřívějším otcovým nepřítelem. V roce 1404 porazil francouzské síly u Brestu. Potencionální konflikt s Clissonem byl odvrácen jeho smrtí.
Když Jindřich V. napadl Francii, byl Jan původně spojený s Francouzi. Nicméně, propásl bitvu u Azincourtu. Zmatek v následku bitvy mu umožnil zabavit Saint-Malo, které bylo zabráno Francouzi. On pak přijal politiku přepínání mezi oběma stranami, Angličany a Francouzi. Podepsal smlouvu v Troyes, která udělala z Jindřicha V. dědice Francie, ale nechal svého bratra Artura z Richmondu bojovat pro Francouze. Artur byl uvězněn Angličany.

### Únos hrabaty z Penthiévre
Hrabata z Penthiévre prohrála válku o bretaňské dědictví, ve které si nárokovali titul vévody proti Janovu dědečkovi, Janovi z Montfortu. Válka skončila v roce 1364 vojenským vítězstvím Janova otce, penthiévreský nárokovatel, Karel z Blois, v bitvě zemřel. Jeho vdova, Johana z Penthièvre, byla nucena podepsat smlouvu u Guérande, čímž konflikt došel k závěru. Smlouva uvedla, že Penthiévrové přijali Montfortova práva na vévodství, ale pokud by neměli mužské potomky, Bretaň by se vrátila Penthiévrům.
Přes vojenské ztráty a diplomatické smlouvy se Penthiévrové nevzdali svých přímých nároků na Bretaň a pokračovali v jejich realizaci. V roce 1420 pozvali Jana V. na slavnost, která se konala v Châtonceaux. Jan přišel a byl zatčen. Hrabě a hraběnka z Penthiévre pak šířili zvěsti o jeho smrti a každý den ho stěhovali do jiné věznice. Janova manželka, Johana Francouzská, vyzvala všechny bretaňské barony k reakci. Po jednom oblehli všechny hrady rodiny Penthiévre.
Johana ukončila krizi tím, že chytila hraběnku z Penthiévre, Markétu Clissonovou, a nutila ji, aby vévodu osvobodila. Po vydání byla citadela v Châtonceaux zcela zničena a přejmenována na Champtoceaux. V důsledku tohoto nezdařilého uvěznění se v roce 1420 dědička Johana z Penthièvre vzdala Penthiévre ve prospěch vévody Jana. Tím skončila doložka smlouvy u Guérande, která upřednostňovala Johanu a její dědice. Montfortové prohlásili smlouvu za zrušenou a už nikdy nebyli povinni vydat vévodství Penthiévrům v souladu se smluvními podmínkami. Tím se zajistilo následnictví Anny Bretaňské o století později.

### Pozdější život
Zatímco byl zajat Angličany, Jan II. z Alençonu prodal své léno Fougères Janovi V., aby získal výkupné za své propuštění. Po Alençonově propuštění jeho pokusy získat zpět své území vedly ke konfliktu. Jan v roce 1432 oblehl Alençonovu pevnost v Pouancé. Artur z Richmondu, jeho bratr, který ho doprovázel, jej přesvědčil, aby se s Alençonem smířil.
S biskupem Jeanem de Malestroit začal stavbu nové katedrály v Nantes, první kámen byl položen v dubnu 1434.
Zemřel 29. srpna 1442 v Manoir de la Touche, které vlastnil biskup z Nantes.
Vévodova socha z polychromovaného dřeva je umístěna v kapli Saint-Fiacre v Faouët. Jeho hrob v katedrále Tréguier byl zničen a ve 20. století byl nahrazen novým.

## Rodina
Jan V. se oženil s Johanou Francouzskou, dcerou krále Karla VI. a jeho manželky Isabely Bavorské. Měli spolu sedm dětí:
- Anna
- Isabela Bretaňská (1411–1442) ⚭ 1430 Guy XIV. de Laval (1406–1486)
- Markéta
- František I. Bretaňský (1414–1450)
⚭ 1431 Jolanda z Anjou (1412–1440)
⚭ 1442 Isabela Skotská (1426–1494/99)
- Kateřina
- Petr II. Bretaňský (1418–1457), bretaňský vévoda, ⚭ 1442 Françoise d'Amboise (1427–1485)
- Gilles Bretaňský (1420–1450) ⚭ 1444 Françoise de Dinan (1436–1499)

## Následnictví
Jan V. zemřel v roce 1442 a jeho nástupcem se stal jeho nejstarší syn František.

## Vývod z předků
|                    |                     |  |                 |                        |  |  |  |  |  |  |  | Jan II. Bretaňský |
|                    |                     |  |                 |                        |  |  |  |  |  |  |  |                   |
|                    | Artur II. Bretaňský |  |                 |                        |  |  |  |  |  |  |  |                   |
|                    |                     |  |                 |                        |  |  |  |  |  |  |  |                   |
|                    |                     |  |                 | Beatrix Anglická       |  |  |  |  |  |  |  |                   |
|                    |                     |  |                 |                        |  |  |  |  |  |  |  |                   |
|                    | Jan z Montfortu     |  |                 |                        |  |  |  |  |  |  |  |                   |
|                    |                     |  |                 |                        |  |  |  |  |  |  |  |                   |
|                    |                     |  |                 | Robert IV. z Dreux     |  |  |  |  |  |  |  |                   |
|                    |                     |  |                 |                        |  |  |  |  |  |  |  |                   |
|                    | Jolanda z Dreux     |  |                 |                        |  |  |  |  |  |  |  |                   |
|                    |                     |  |                 |                        |  |  |  |  |  |  |  |                   |
|                    |                     |  |                 | Beatrix z Montfortu    |  |  |  |  |  |  |  |                   |
|                    |                     |  |                 |                        |  |  |  |  |  |  |  |                   |
|                    | Jan IV. Bretaňský   |  |                 |                        |  |  |  |  |  |  |  |                   |
|                    |                     |  |                 |                        |  |  |  |  |  |  |  |                   |
|                    |                     |  |                 | Robert III. Flanderský |  |  |  |  |  |  |  |                   |
|                    |                     |  |                 |                        |  |  |  |  |  |  |  |                   |
|                    | Ludvík I. z Nevers  |  |                 |                        |  |  |  |  |  |  |  |                   |
|                    |                     |  |                 |                        |  |  |  |  |  |  |  |                   |
|                    |                     |  |                 | Jolanda Burgundská     |  |  |  |  |  |  |  |                   |
|                    |                     |  |                 |                        |  |  |  |  |  |  |  |                   |
|                    | Johana Flanderská   |  |                 |                        |  |  |  |  |  |  |  |                   |
|                    |                     |  |                 |                        |  |  |  |  |  |  |  |                   |
|                    |                     |  |                 | Hugo IV. z Rethelu     |  |  |  |  |  |  |  |                   |
|                    |                     |  |                 |                        |  |  |  |  |  |  |  |                   |
|                    | Jana z Rethelu      |  |                 |                        |  |  |  |  |  |  |  |                   |
|                    |                     |  |                 |                        |  |  |  |  |  |  |  |                   |
|                    |                     |  |                 | Isabelle de Grandpré   |  |  |  |  |  |  |  |                   |
|                    |                     |  |                 |                        |  |  |  |  |  |  |  |                   |
| 'Jan V. Bretaňský' |                     |  |                 |                        |  |  |  |  |  |  |  |                   |
|                    |                     |  |                 |                        |  |  |  |  |  |  |  |                   |
|                    |                     |  | Ludvík z Évreux |                        |  |  |  |  |  |  |  |                   |
|                    |                     |  |                 |                        |  |  |  |  |  |  |  |                   |
|                    | Filip z Évreux      |  |                 |                        |  |  |  |  |  |  |  |                   |
|                    |                     |  |                 |                        |  |  |  |  |  |  |  |                   |
|                    |                     |  |                 | Markéta z Artois       |  |  |  |  |  |  |  |                   |
|                    |                     |  |                 |                        |  |  |  |  |  |  |  |                   |
|                    | Karel II. Navarrský |  |                 |                        |  |  |  |  |  |  |  |                   |
|                    |                     |  |                 |                        |  |  |  |  |  |  |  |                   |
|                    |                     |  |                 | Ludvík X. Francouzský  |  |  |  |  |  |  |  |                   |
|                    |                     |  |                 |                        |  |  |  |  |  |  |  |                   |
|                    | Jana II. Navarrská  |  |                 |                        |  |  |  |  |  |  |  |                   |
|                    |                     |  |                 |                        |  |  |  |  |  |  |  |                   |
|                    |                     |  |                 | Markéta Burgundská     |  |  |  |  |  |  |  |                   |
|                    |                     |  |                 |                        |  |  |  |  |  |  |  |                   |
|                    | Jana Navarrská      |  |                 |                        |  |  |  |  |  |  |  |                   |
|                    |                     |  |                 |                        |  |  |  |  |  |  |  |                   |
|                    |                     |  |                 | Filip VI. Francouzský  |  |  |  |  |  |  |  |                   |
|                    |                     |  |                 |                        |  |  |  |  |  |  |  |                   |
|                    | Jan II. Francouzský |  |                 |                        |  |  |  |  |  |  |  |                   |
|                    |                     |  |                 |                        |  |  |  |  |  |  |  |                   |
|                    |                     |  |                 | Jana Burgundská        |  |  |  |  |  |  |  |                   |
|                    |                     |  |                 |                        |  |  |  |  |  |  |  |                   |
|                    | Johana Francouzská  |  |                 |                        |  |  |  |  |  |  |  |                   |
|                    |                     |  |                 |                        |  |  |  |  |  |  |  |                   |
|                    |                     |  |                 | Jan Lucemburský        |  |  |  |  |  |  |  |                   |
|                    |                     |  |                 |                        |  |  |  |  |  |  |  |                   |
|                    | Jitka Lucemburská   |  |                 |                        |  |  |  |  |  |  |  |                   |
|                    |                     |  |                 |                        |  |  |  |  |  |  |  |                   |
|                    |                     |  |                 | Eliška Přemyslovna     |  |  |  |  |  |  |  |                   |
|                    |                     |  |                 |                        |  |  |  |  |  |  |  |                   |